# Czacz

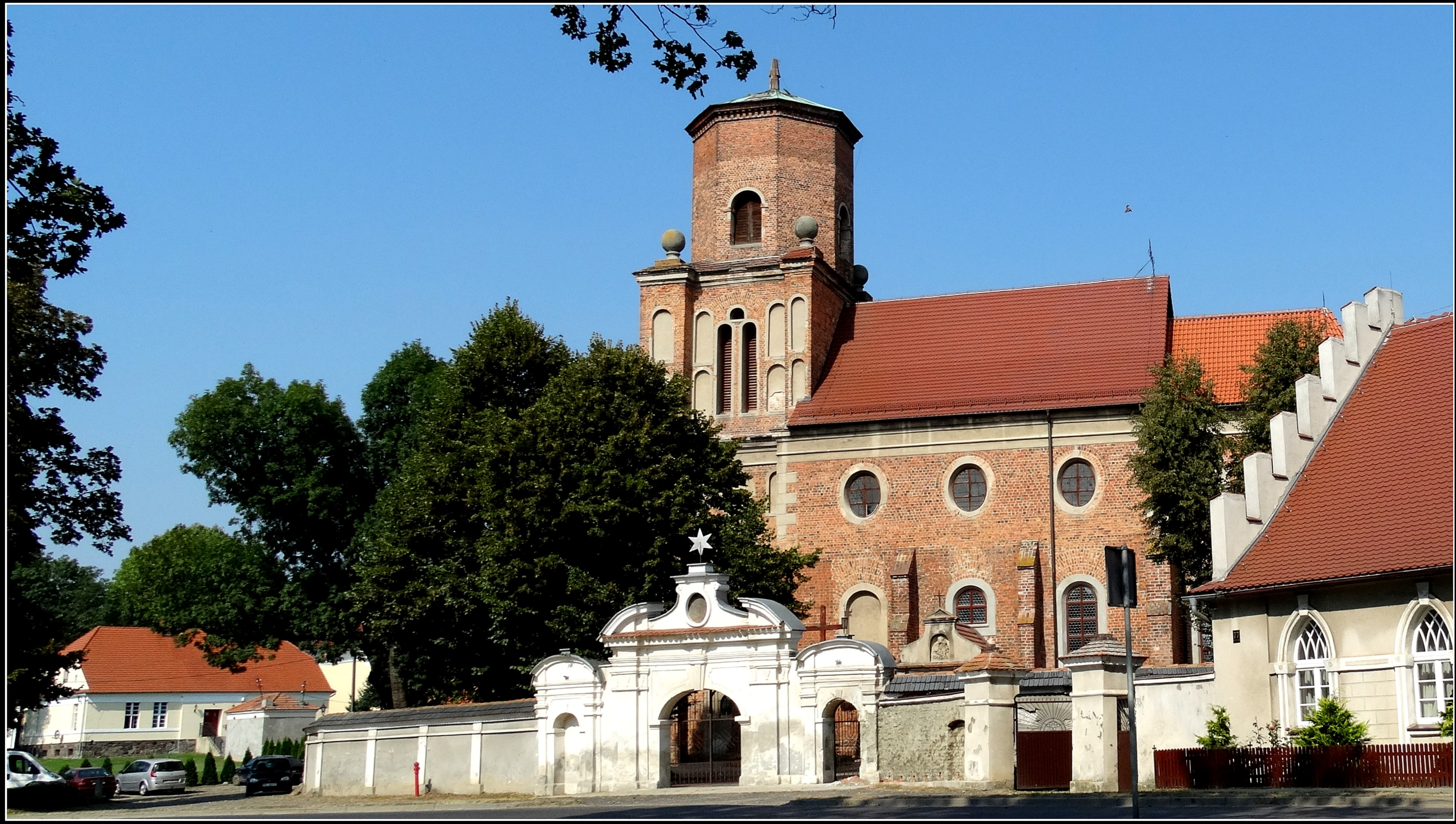
Dorfkirche in Czacz

Czacz (deutsch Schatz) ist ein Dorf in Polen. Es gehört zur Gemeinde Śmigiel im Powiat Kościański, Woiwodschaft Großpolen. Es liegt 9 Kilometer südwestlich von Kościan und 48 Kilometer südwestlich von Poznań im mittleren Westen von Polen.
Der Ort wurde 1301 das erste Mal schriftlich erwähnt. Sehenswert ist hier die gotische katholische St.-Michael-Kirche.